# Fontaine-au-Pire
Fontaine-au-Pire – miejscowość i gmina we Francji, w regionie Hauts-de-France, w departamencie Nord.
Według danych na rok 1990 gminę zamieszkiwało 1127 osób, a gęstość zaludnienia wynosiła 149 osób/km² (wśród 1549 gmin regionu Nord-Pas-de-Calais Fontaine-au-Pire plasuje się na 526. miejscu pod względem liczby ludności, natomiast pod względem powierzchni na miejscu 479.).